# Sapienza (Grecia)
Sapienza (in greco Σαπιέντζα?) è un isolotto della Grecia al largo del più occidentale dei promontori del Peloponneso, presso la città di Modone. Amministrativamente è parte del comune di Pylos-Nestoras, in Messenia. Il censimento del 2011 ha registrato una popolazione totale di 2 abitanti.

## Storia
Nella primavera del 1354 è stata teatro della battaglia di Sapienza, uno scontro navale tra le repubbliche marinare di Genova e Venezia, sotto il comando rispettivamente di Pagano Doria e Niccolò Pisani; la flotta della Dominante sbaragliò quella della Serenissima, ma la vincitrice non seppe approfittare del felice esito e l'anno dopo stipulò un non troppo oneroso trattato di pace.

## Evoluzione demografica
| Anno | Popolazione |
| ---- | ----------- |
| 1991 | 4           |
| 2001 | 7           |
| 2011 | 2           |